# Paula Rego
Paula Rego, właśc. Maria Paula Figueiroa Rego (ur. 26 stycznia 1935 w Lizbonie, zm. 8 czerwca 2022 w Londynie) – portugalska malarka i ilustratorka.

## Życiorys
Urodziła się w zamożnej rodzinie, w czasach reżimu Salazara, co miało nie pozostać bez wpływu na jej charakter. Uczęszczała do katolickiej szkoły St. Julian w Carcavelos, a następnie do Slade School of Art w Londynie gdzie spotkała Viktora Willinga, swojego późniejszego męża. Para dzieliła swój czas pomiędzy Portugalią i Anglią do roku 1975, kiedy to przenieśli się na stałe do Anglii. Willing zmarł w 1988 w wyniku długotrwałej choroby (chorował na stwardnienie rozsiane). Rego w życiu prywatnym jest teściową Rona Muecka, na którego karierę wywarła silny wpływ. Otrzymała nominację do nagrody Turnera (w 1989). W czerwcu 2005 Uniwersytet Oksfordzki przyznał jej doktorat honoris causa.

## Twórczość
Wczesne prace Rego, z lat 60. i 70. wymykają się klasyfikacji, choć częściowo można je wpisać w nurt neo-dadaistyczny. Stosuje ona techniki mieszane, kolaż i malarstwo. Rego operuje dziecięcymi, fetyszystycznymi lub traumatycznymi obrazami, które staną się dominujące w jej dojrzałej twórczości.
Była członkiem London Group, wystawiając wraz z Davidem Hockneyem i R.B Kitajem. Ostatecznie Rego ukształtowała swój ilustracyjny i bardziej figuratywny styl, zbliżony do Francisa Bacona i Luciana Freuda, z silnym wpływem książek i bajek Beatrix Potter. Porównywana jest również z Balthusem – Baltazarem Kossowskim oraz rysunkami Bruna Schulza, z tym że Rego pokazuje kobiecą stronę (kobiety w pełni władają i są świadome swojej seksualności). Paula Rego, podobnie jak Angela Carter w literaturze, przetwarzała baśnie i dziecięce historie, kwestionując wyobrażenie dzieciństwa jako czasu niewinności.
Jej prace często dodają złowieszczości do narracji, podkreślając dominację mrocznej strony i odwracając naturalny porządek świata. Rego zwraca uwagę na tematy społeczne np. Triptych (1998) porusza temat aborcji. Styl Rego czerpie wiele z rysunków satyrycznych, tak jak w karykaturach i w jej pracach zwierzęta przedstawiane są w ludzkich rolach i sytuacjach. Późniejsze prace nabierają bardziej realistycznego stylu, choć wciąż niejednokrotnie zachowują odniesienia do świata zwierząt – seria Dog Woman z lat 90. składa się z pasteli przedstawiających kobiety w wielorakich pozach zbliżonych do zachowań psa (kobieta na czworaka, kobieta wyjąca). Prace Rego często przypominają senne wizje, realizm staje się groteską – sama artystka przyznaje, że jej silną inspiracją były obrazy Goi, filmy Luisa Buñuela oraz wczesne filmy Walta Disneya. Dla Rego cały świat składa się z historii, które może również opowiedzieć poprzez malarstwo, rysunek.

## Odznaczenia
- Wielki Oficer Orderu św. Jakuba od Miecza (1995)[2]
- Krzyż Wielki Orderu św. Jakuba od Miecza (2004)[2]
- Wielki Łańcuch Orderu Camõesa (2022, pośmiertnie)[2]
- Dama Komandor Orderu Imperium Brytyjskiego (cywilny) (Wielka Brytania, 2010)[3]